# Geoffrey Toone
Geoffrey Toone (Dublín, Irlanda; 15 de noviembre de 1910– Northwood, Middlesex; 1 de junio de 2005) fue un actor irlandés.
En el momento de su muerte, Toone era uno de los últimos supervivientes de la compañía de teatro Old Vic de los años treinta, habiendo trabajado junto a John Gielgud y Laurence Olivier en producciones de Shakespeare.
La mayoría de los papeles de Toone a partir de los años treinta fue de personajes secundarios, usualmente agentes de la autoridad, aunque representó el papel principal en la película de la productora Hammer Productions, The Terror of the Tongs en 1961.
Toone estuvo asociado en dos ocasiones con la serie de ciencia ficción de la BBC Doctor Who — haciendo de Temmosus en la película Dr. Who and the Daleks (Dr. Who y los Daleks) (1965) y de Hepesh en la película para televisión The Curse of Peladon en 1972. 
Tuvo un papel en la serie Yes Minister y en la serie juvenil de espías Freewheelers, en la que interpretaba al oficial nazi Von Gelb, que intenta una y otra vez tomar el poder en Inglaterra como venganza por la derrota alemana. Toone también interpretó a Lord Ridgemere en el episodio "A Touch of Glass" de la serie Only Fools and Horses.

## Filmografía seleccionada
- The Terror of the Tongs (El terror de los Tongs) (1961)...como Capitán Jackson Sale
- The Entertainer (El animador) (1960)...como Harold Hubbard
- The King and I (El rey y yo) (1956)...como Sir Edward Ramsey
- Poison Pen (1940)...como David
- An Englishman's Home (1940)...como Peter Templeton
- North Sea Patrol (1939)...como Comandante Clive Stanton
- Queer Cargo (1938)...como Teniente Stocken
- Night Journey (1938)...como Johnny Carson
- Sword of Honour (1938)...como Bill Brown